# Арм Холдингс
Арм Холдингс (на английски: Arm Holdings) е британска мултинационална компания в областта на проектирането на интегрални схеми и програмни средства със седалище в Кеймбридж.
Основните продукти на фирмата са архитектури за RISC микропроцесори, програмни средства за тяхното развитие и инфраструктури за едночипови системи. „Арм Холдингс“ се счита за пазарен лидер в областта на архитектурите за микропроцесори, използвани в автомобили, смартфони и таблети.
Фирмата „Арм Холдингс“ е основана през 1990 година като Advanced RISC Machines (ARM), съвместно предприятие между фирмите Acorn Computers, Apple Computer (сега Apple Inc.) и  VLSI Technology. Новата фирма продължава разработката на АRМ RISC микропроцесор, използван по-рано в Acorn Archimedes, като резултатът през 1992 година е процесорът ARM6. През 1993 година Apple вгражда проектирания на основата на ARM6 микропроцесор ARM610 в първия Apple Newton PDA.
Конструкцията на ARM6 и следващите варианти архитектури на „Арм Холдингс“ се оказват гъвкави и стават oснова за микропроцесорни ядра в множество поръчкови интегрални схеми (ASIC).
„Арм Холдингс“ не произвежда и не продава самите интегрални схеми, а лицензира разработките си като интелектуална собственост на фирми, производители на интегрални схеми. Най-значителните лицензианти на АРМ са Apple, Qualcomm, Samsung, Nvidia, TI, Broadcom, STM и други, които към края на 2010 г. са произвели 1,8 млрд. интегрални схеми на основа на ARM разработки.
От 2016 година „Арм Холдингс“ е собственост и дъщерно дружество на японската Софтбанк Груп, която изтегля компанията от борсата.
През 2023 компанията навлиза отново на борсата NASDAQ, като първоначалното публично предлагане на 10% от акциите генерира огромен интерес